# Museo de Dokdo
El Museo de Dokdo es un museo de reliquias establecido en Ulleungdo, Corea del Sur en 1997. En su seno se encuentran numerosas reliquias relacionadas con las rocas de Liancourt  y el mar del Japón. El objetivo de este museo es el de coleccionar informaciones de la isla y el mar. Además, Corea del Sur desea que se pueda consolidar el régimen de la isla ante la reafirmación de soberanía sobre las mismas de que ha dado muestra recientemente el gobierno nipón, en lo que se ha dado en llamar «Dokdo-ganda», o propaganda coreana sobre la propiedad de los islotes.

## Historia
El museo se construyó en el quincuagésimo aniversario de independencia de Corea en 1995 y abrió al público dos años después. Su forma expresiona tres cumbres de la isla porque el nombre de la isla era "Sambongdo" durante la dinastía Joseon, lo que significa la isla de tres cimas.
El primer conservador del museo, Lee Jong-Hak, ha juntado muchas reliquias y documentos sobre la isla y el Mar de Oriente. Entre todo ello, Lee destacó por la documentación sobre el difunto líder de guarnición de Dokdo, Hong Sun-Chil. De hecho, el museo es la única organización sobre temas territoriales que existe en Corea del Sur.

## Exhibición
La primera habitación de exhibición dispone de materiales sobre historia y documentos de Dokdo en Corea, Japón y Rusia desde el 512 hasta los años 1990. La segunda, en cambio, se concentra más en refutar la reclamación que Japón hace desde 1905 sobre la soberanía de la isla. Cabe añadir también que los mapas antiguos que figuran se coleccionaron no solo en Corea sino también en Japón. Por último, existe otra sala de muestras donde se exhiben fotos y pinturas de la guarnición de Dokdo.